# Nederduitse Gereformeerde Kerk (later Nederlandse Hervormde Kerk)
De Nederduitse Gereformeerde Kerk (in de oude spelling Nederduitsche Gereformeerde Kerk of vaak in die tijd ook Gereformeerde Kerk) is de gereformeerde kerk die ontstaan is in de stad Emden (Oost-Friesland), in 1571. In 1579 werd zij de publieke kerk van de Republiek der Zeven Verenigde Nederlanden. In 1795 onder de Franse overheersing hield zij op met de officiële publieke kerk te zijn, en zij kreeg in 1816 van koning Willem I een nieuw reglement en de naam Nederlandse Hervormde Kerk.

## De naam
De term Nederduits in de naam dient ter onderscheiding van andere gereformeerde kerken, zoals de Waalse, de Schotse, de Hoogduitse en de Engelse gereformeerde kerken. De Waalse kerken hadden in de Nederlandse Republiek een eigen landelijke synode, terwijl de andere kleinere kerken ondergebracht waren in de organisatie van de Nederduitse gereformeerde kerken. Nederduits staat in tegenstelling tot Hoogduits en werd later vervangen door het begrip Nederlands. Vandaag de dag wordt in Duitsland het taalkundige "Niederdeutsch" voor het Nedersaksisch gebruikt.

## Geschiedenis

Ontstaan van de verschillende stromingen in Nederland

Ontstaansgeschiedenis van kerken in Nederland

Uit het lutheranisme (genoemd naar Maarten Luther), het calvinisme (genoemd naar Johannes Calvijn) en bepaalde opvattingen van Erasmus ontwikkelde zich in de Nederlanden een eigen calvinistische stroming.
In 1571 gold in Nederland nog geen vrijheid van godsdienst.

### Ontstaan van de kerk
Nadat in 1568 al een eerste samenkomst van alle kerken die in de reformatie zijn ontstaan in Wezel aan de Nederrijn was gehouden, het zogenaamde Convent van Wezel, kon men in 1571 in Emden een bijeenkomst houden, de Synode van Emden, waar ieder voorbereid kon komen.
In Emden was de 'versamelinghe der Nederlandtsche Kercken die onder ’t Cruys sitten, ende in Duytschlandt, ende Oost-Vrieslandt verstroyt zijn.'
In Emden werden onder andere de volgende besluiten genomen:
- 1. Gheen Kercke sal over een ander Kercke, gheen Dienaer des Woorts, gheen Ouderlinck, noch Diaken sal d’een over d’ander heerschappie voeren, maar een yeghelijck sal hen voor alle suspicien, ende aenlockinge om te heeschappen wachten.
- 2. Om die eendrachtigheydt in de Leere tusschen de Nederlandtsche Kercken te bewijsen, heeft het den Broederen goet ghedocht de belijdinghe des Gheloofs der Nederlandtsche Kercken te onderschrijven, insgelijcx oock de belijdinghe der Kercken in Vranckrijck te onderteeckenen, om daer mede hare verbindinghe ende eenigheyt met der selver Françoischer Kercken te betuygen, seeckerlijk vertrouwende, dat de Dienaren der selver Françoischer Kercken oock op hare zijde de belijdenisse des Gheloofs der Nederlandtscher Kercken, tot ghetuyghnisse der onderlingher eendrachtigheyt, onderschrijven sullen.
- 5. De Broeders hebben gheacht, datmen in den Ghemeenten der Françoischer spraecke die forme des Geneefschen Catechismi, ende in de Ghemeenten der Nederduytscher spraecke, de forme des Heydelbergschen behoort te ghebruycken; doch alsoo, dat, of daer eenighe Kercken, eene andere forme van Catechismus den woorde Gods gelijckformigh zijnde gebruyckten, die sullen te veranderen niet ghedwonghen worden.

Hier ziet men al een aantal belangrijke elementen die nog men steeds in veel gereformeerde kerken hanteert:
- De Nederlandse Geloofsbelijdenis
- De Heidelbergse Catechismus

Deze kerk werd tijdens de Unie van Utrecht officieel erkend als publieke kerk van de nieuwe republiek. Toch was de kerk niet uitsluitend een Nederlandse kerk. Ook in delen van Duitsland en het koninkrijk Frankrijk (Edict van Nantes), en in Londen bestonden kerkgemeenten met officiële toelating.
Omdat traditiegetrouw de kerk de huwelijksvoltrekking en het onderwijs regelde, was dit een van de punten waar al snel kerkelijke regels voor waren.

### Synode van Dordrecht
Al spoedig ontstonden er scheuringen binnen de nieuwe kerk. De eerste daarvan was die tussen de remonstranten en de contraremonstranten. De strijd ontspon zich niet alleen om het theologisch vraagstuk over predestinatie (de contraremonstranten geloofden dat iemands geestelijk behoud voorbestemd was, de remonstranten niet), maar ook rondom een politiek meningsverschil (de contraremonstranten stelden de kerk boven de staat, de remonstranten de staat boven de kerk). Op de Synode van Dordrecht van 1618 en 1619 werd de strijd in het voordeel van de contraremonstranten beslecht. Op deze synode werden de Dordtse Leerregels gemaakt, zodat duidelijk vastlag wat de theologische onderbouwing van de afwijzing van de remonstranten was. Deze 'Dordtse Leerregels' vormen samen met de eerder genoemde 'Nederlandse Geloofsbelijdenis' en 'Heidelbergse Catechismus' de 'Drie Formulieren van Enigheid' die ook vandaag nog in veel kerken beleden worden. Ook de 'Dordtse Kerkorde' die op deze synode is geschreven wordt nu nog veel gebruikt.
Het Waalse deel van de kerk was zo groot dat in de 'Dordtse Kerkorde' was bepaald dat Waals en Nederlands beide voertalen in de generale synode waren.

### Nadere Reformatie
In de 17e en 18e eeuw ging een deel van de gereformeerden mee in een zogenoemde Nadere Reformatie, een vroomheidsbeweging die nadruk legde op het zo strikt mogelijk volgen van de kerkelijke leer. Een groot deel volgde echter deze beweging niet. Hierdoor ontstonden binnen de Nederduitse Gereformeerde Kerk grote verschillen in opvattingen en levenshouding, die enkel vanwege het sterk decentrale karakter van de kerk (plaatselijke gemeenten waren grotendeels zelfstandig) overbrugbaar waren.
In 1993 promoveerde Tweede Kamerlid Roelof Bisschop aan de Universiteit Utrecht op een onderzoek naar de Neerlands Israël - of tweede Israël-gedachte bij de 17e- en 18e-eeuwse predikanten in de Nederduits Gereformeerde Kerk. Hierin beklemtoonde hij dat de predikanten de gereformeerde kerk en niet het land Nederland zagen als een tweede Israël.

### Overzeese kerken
Ook in de koloniën van de Republiek ontstonden gereformeerde kerken. Er ontstonden gemeenten op Ceylon (nu Sri Lanka), Java (Indonesië), in Recife (Brazilië), Berbice (Guyana), Suriname, op Curaçao (Nederlandse Antillen), in Nieuw-Amsterdam (New York, VS), Elmina (Ghana) en Kaapstad (Zuid-Afrika). In sommige landen bestaan de kerkgenootschappen nog steeds, zoals de Nederduitse Gereformeerde Kerk in Zuid-Afrika en de Reformed Church in America in de VS. Op diverse plaatsen herinneren de eeuwenoude kerkgebouwen nog aan de Nederlandse tijd, zoals in Colombo en Galle op Sri Lanka.

### De Franse tijd
Na de Franse inval in Nederland in 1795 werd de scheiding van kerk en staat een feit. Nadat de Bataafse Republiek verdwenen was, ontstond het koninkrijk Holland. Koning Lodewijk Napoleon van het koninkrijk Holland begunstigde begin 19e eeuw tijdens zijn korte regering veelvuldig de katholieken in de katholieke meerderheidsgebieden, hoewel hij ook de hervormden of gereformeerden in andere gebieden hun privileges liet hernieuwen. Na de Napoleontische of Franse tijd werd in 1816 het Algemeen Reglement aangenomen, met goedkeuring van koning Willem I. Hierbij fuseerden de Nederduitse Gereformeerde Kerk en de Waalse kerken tot de Nederlandse Hervormde Kerk (ook wel Nederduitse Hervormde Kerk).

## Publieke kerk
De kerk werd in de Unie van Utrecht tot de publieke kerk van Nederland. Toch was het niet de enige kerk. In een bijlage van het Unie verdrag werd expliciet gesteld dat mensen en steden van een andere religie hun religie mochten blijven uitoefenen, zolang zij loyaal waren ten opzichte van de republiek, en respect hadden voor de gereformeerde kerk.
Hoewel deze kerk geen staatskerk was, waren er wel veel overeenkomsten:
- De predikanten van deze kerk doopten alle kinderen, ongeacht het geloof van de ouders. Publieke dienaren die hiertegen protesteerden, konden onder druk van de overheid uit hun ambt ontheven worden.
- Huwelijken moesten in deze kerk worden gesloten.
- Predikanten werden met overheidsgeld betaald.
- Kerkgebouwen werden met overheidsgeld gebouwd.
- Scholen werden vanuit deze kerk aangestuurd. (ABC: men leerde het alfabet, zodat men de Bijbel en de Heidelbergse Catechismus kon lezen.)
- De openbare onderwijsinstellingen en Latijnse scholen kregen godsdienstonderwijzers uit de publieke kerk.
- De kerk bepaalde vaak bij overheidsbenoemingen of de kandidaat religieus onverdacht was. (Antipapisme.)

Maar:
- Mensen waren niet automatisch lid van de kerk, en het aantal belijdende leden van deze kerk was dan ook relatief klein in verschillende landsdelen.
- Andere religies mochten officieel geen eigen erediensten houden maar dat werd in de praktijk toch gedoogd, zij maakten gebruik van schuilkerken.

## Organisatie
Na de synode van Dordrecht hebben er tijdens de Republiek geen landelijke synodes meer plaatsgevonden. Wel waren er 9 provinciale synodes. De meeste synodes werden jaarlijks bijeengeroepen. In Drenthe vond de vergadering eens per drie jaar plaats en in Zeeland alleen bij bijzondere zaken, wat zelden voorkwam.